# Hafsteinn Ægir Geirsson
Hafsteinn Ægir Geirsson, né le 4 août 1980 à Reykjavik, est un ancien skipper et coureur cycliste islandais.

## Biographie
Spécialiste de la voile, Hafsteinn Geirsson représente son pays dans cette discipline à l'occasion des Jeux olympiques de 2000 organisés à Sydney, où il se classe 42e dans la catégorie open laser avec une note de 355 points, après s'être retiré au cours de la dernière épreuve en raison d'un dysfonctionnement,.
Alors âgé de 24 ans, il parvient de nouveau à être sélectionné pour participer aux Jeux olympiques de 2004, disputés à Athènes. Il y prend cette fois-ci la 40e place sur 42 concurrents classés, avec une note de 344 points,.
Reconverti désormais en tant que cycliste, Hafsteinn Geirsson a remporté plusieurs compétitions cyclistes en Islande, tout en s'imposant sur le Tour des Îles Féroé à quatre reprises (2005, 2006, 2007 et 2008). 

## Palmarès en cyclisme
| - 2005 - Tour des Îles Féroé : - Classement général - 1re étape - 2006 - Tour des Îles Féroé : - Classement général - Prologue, 1re, 2e (contre-la-montre) et 3e étapes - 2007 - Bikar þingvellir - Tour des Îles Féroé - Tjarnarspretturinn - 2008 - Champion d'Islande sur route - Champion d'Islande du contre-la-montre - Bikar þingvellir - Tour des Îles Féroé - Kambakeppnin - 2009 - Champion d'Islande sur route - Champion d'Islande du contre-la-montre - Sandergerthi-Reykjanesmotio - Bikar þingvellir - 1re étape du Tour des Îles Féroé - 3e du championnat d'Islande du critérium - 2010 - Sandergerthi-Reykjanesmotio - Bikar þingvellir - Prologue, 1re et 3e (contre-la-montre) étapes du Tour des Îles Féroé - 2e du championnat d'Islande sur route - 3e du championnat d'Islande du contre-la-montre - 2011 - Champion d'Islande sur route - Champion d'Islande du contre-la-montre - Sandergerthi-Reykjanesmotio - 2012 - Annar Bikar - 2e du championnat d'Islande du contre-la-montre - 3e du championnat d'Islande sur route | - 2013 - Champion d'Islande du contre-la-montre - Reykjarnes Tournament - 2e et 3e étapes de Landskeppni - 2014 - 2e du championnat d'Islande du contre-la-montre - 2e du championnat d'Islande sur route - 2016 - RB Classic - 2017 - 3e du championnat d'Islande sur route - 3e du championnat d'Islande du contre-la-montre - 2018 - 2e du championnat d'Islande sur route - 3e du championnat d'Islande du contre-la-montre - 2019 - 3e du championnat d'Islande sur route - 2020 - Champion d'Islande sur route - 2e du championnat d'Islande du critérium - 2021 - 3e du championnat d'Islande du critérium - 2022 - 2e du championnat d'Islande sur route - 2023 - 3e du championnat d'Islande sur route - 2024 - 2e du championnat d'Islande sur route - 2025 - 3e du championnat d'Islande sur route |

## Palmarès en cyclo-cross
- 2018-2019
  - 2e du championnat d'Islande de cyclo-cross
- 2022-2023
  - 3e du championnat d'Islande de cyclo-cross

## Classements mondiaux
| Année           | 2017   |
| --------------- | ------ |
| UCI Europe Tour | 1 009e |